# 王靖超
王 靖超（ワン・ジンチャオ、1988年7月13日 - ）は、中華人民共和国出身の元プロ野球選手（内野手）。右投右打。NPB横浜ベイスターズでは育成選手であった。

## 経歴
中国野球リーグ（CBL）の天津ライオンズでプレーしていた。期待される若手選手の一人で、未熟さはあるが勝負強さとスピードなど身体能力の高さを持つ。ポジションは主に三塁手。
2006年のワールド・ベースボール・クラシックでは大会最年少の17歳で中国代表に選出された。2006年シーズンにCBLの新人王に選出されている。
2008年は最多盗塁、最多得点を記録し、アジアシリーズにも出場した。12月2日にチームメイトの陳瑋とともに、天津と業務提携を結んでいる横浜ベイスターズと育成選手として支度金50万円、年俸240万円で契約。中国出身の選手の横浜入団は球団史上初めてのことである。
2009年はワールド・ベースボール・クラシックの中国代表に選出。
湘南シーレックスでは3試合に出場。一塁と二塁を守り、2安打を記録する。公式戦出場機会は少なかったが、イースタン・リーグ チャレンジ・マッチではフューチャーズの一員として出場機会が与えられた。
2010年12月2日、横浜から来季の育成選手契約を結ばないことを通告され、自由契約が公示された。来季の2011年からは、再び天津ライオンズでプレーする。
2020年シーズン後に天津を退団し現役を引退した。
2023年からは、古巣の天津でコーチを務めている。

## 詳細情報

### 年度別打撃成績
- 一軍公式戦出場なし

### 背番号
- 114 （2009年 - 2010年）
- 55 （2023年 - ）